# Fiodor Czesnokow
Fiodor Markiełłowicz Czesnokow (ur. 7 maja 1896 r. w Pyłkowie, zm. 1938) – radziecki pisarz, z pochodzenia Mordwin, z ludu erzja. Działacz na rzecz rozwoju kultury erzjańskiej, jeden z pierwszych twórców dramatycznych w literaturze mordwińskiej.

## Życiorys
Pochodził ze średniozamożnej rodziny chłopskiej. Ukończył szkołę ziemską w rodzinnej miejscowości, a następnie dwuletnią szkołę w Kutjinie. W wieku szesnastu lat pracował już jako nauczyciel szkoły podstawowej. W 1914 r. został powołany do wojska rosyjskiego. Podczas wojny domowej w Rosji walczył w Armii Czerwonej, na froncie wschodnim. 
W 1922 r. zamieszkał w Moskwie. Ukończył studia literaturoznawcze w Instytucie Czerwonej Profesury, następnie studia doktoranckie na Komunistycznym Uniwersytecie Pracujących Wschodu. Zaangażował się w działania na rzecz rozwoju kultury ludu, z którego pochodził, zaczął również publikować własne utwory. Były to dzieła poświęcone rewolucji, budowaniu nowego społeczeństwa, zmianom w kulturze, wojnie domowej i kolektywizacji. Swoje pierwsze opowiadanie pt. Syre uczitiel' (Stary nauczyciel) wydał w 1922 r. Krótko potem opublikował zbiór opowiadań. Natomiast w 1924 r. wspólnie z T. Wasiljewem i J. Okinem wydał zbiór Erzjan' pjesat (Sztuki erzjańskie), w którym znalazło się pięć jego dramatów. Był jednym z pierwszych twórców mordwińskich piszących dramaty. W jego dorobku są sztuki pisane na cele rewolucyjnej propagandy i agitacji, jak również utwory rodzajowe i satyryczne. Akcja jego najważniejszych dzieł rozgrywa się na mordwińskiej wsi po rewolucji. Pisał także utwory dla dzieci. W 1926 r. i 1927 r. opublikował kolejne tomy prozy - Wieles' jawows' i Lija kijawa. W czasie, gdy w ZSRR prowadzono politykę korienizacji i wspierania kultur narodowych, tworzył podręczniki dla nowo powstających szkół mordwińskich, współpracował z gazetą Jakstere teszte (Czerwona gwiazda). Do 1932 r. był pracownikiem sekcji mordwińskiej Centralnego Wydawnictwa Ludów ZSRR. W tym roku wydał tom prozy Wasien' tołt, w którym ukazywał rolę kobiet w rewolucyjnych przemianach na wsi mordwińskiej.
Następnie wyjechał z Moskwy i zamieszkał w Sarańsku, stolicy Mordwińskiego Obwodu Autonomicznego, gdzie był pracownikiem naukowym w instytucie kultury mordwińskiej. W tym samym roku współorganizował konferencję naukową dotyczącą zasad ortografii, składni i terminologii języków ludów mordwińskich. W 1934 r. brał udział w I Wszechzwiązkowym zjeździe pisarzy radzieckich, gdzie wystąpił z referatem poświęconym literaturze mordwińskiej. 
W 1938 r., podczas wielkiego terroru, został aresztowany, skazany na śmierć i rozstrzelany. Zrehabilitowany w 1957 r.